# Miriam Solovieff
Miriam Solovieff (auch: Myriam Solovieff; * 4. November 1921 in San Francisco; † 3. Oktober 2004 in Paris) war eine US-amerikanische Geigerin und Musikpädagogin.

## Leben und Wirken
Solovieff, die Tochter eines orthodox jüdischen Auswanderers aus Russland, hatte ab dem dritten Lebensjahr Klavierunterricht. Ab 1928 hatte sie außerdem Violinunterricht bei Robert Pollack am San Francisco Conservatory of Music. Nachdem dieser nach Japan gegangen war, wurde sie zunächst von Kathleen Parlows Assistentin Carol Weston unterrichtet, dann von Kathleen Parlow selbst.
Nach Auftritten u. a. vor der Pacific Musical Society und im Community Playhouse debütierte sie 1932 in den Young People’s Symphony Concerts mit dem San Francisco Symphony Orchestra unter der Leitung von Basil Cameron und wurde daraufhin von Artur Rodziński zu einem regulären Konzert mit dem Los Angeles Philharmonic Orchestra eingeladen. Von 1933 bis 1937 studierte sie bei Louis Persinger, dem Lehrer von Yehudi Menuhin und Ruggiero Ricci. 1934 trat sie in der Hollywood Bowl vor eintausend Zuhörern mit dem Los Angeles Philharmonic Orchestra unter Ossip Gabrilowitsch mit Mendelssohns Violinkonzert auf, 1937 debütierte sie in der Town Hall von New York. 1938 reiste sie nach Europa, um bei Carl Flesch zu studieren und gab Konzerte in Belgien, den Niederlanden und England. Mit der Zeit erarbeitete sie sich den Ruf einen „Geigen-Wunderkindes“.
Im Jahr 1939 war Solovieff Augenzeugin, als ihr Vater wegen Eheproblemen ihre Mutter, ihre jüngere Schwester, schließlich sich selbst und damit ihre gesamte Familie erschoss; sie selbst entkam unverletzt. Solovieff wachte am Krankenhausbett der im Sterben liegenden Mutter und, auf Drängen der Mutter, sagte sie ein geplantes Konzert nicht ab. So gab sie nur sechs Wochen nach der Tat, am 23. Februar 1940, im Alter von 18 Jahren ein Konzert mit Werken von Mozart, Vivaldi und Alexander Glasunow in der Town Hall in Manhattan, das nur um zwei Wochen verschoben wurde und das positive Kritiken hervorrief.
Während des Zweiten Weltkrieges arbeitete sie als Geigerin für die Truppenbetreuung der US Army und gab auch Konzerte in den befreiten Konzentrationslagern von Buchenwald und Auschwitz. 1946 gab sie ein Konzert mit den Wiener Symphonikern unter Leitung von Jonathan Sternberg. In den 1950er-Jahren ließ sich Solovieff als Violinlehrerin in Paris nieder. Mitte der 1960er-Jahre nahm sie mit Julius Katchen sämtliche Violinsonaten von Johannes Brahms auf, die Aufnahmen wurden jedoch nie kommerziell veröffentlicht.